# Lovro Majer
Lovro Majer (Zagreb, 17 de enero de 1998) es un futbolista croata que juega en la demarcación de centrocampista para el VfL Wolfsburgo de la 1. Bundesliga.

## Selección nacional
Tras jugar con la selección de fútbol sub-18 de Croacia, la sub-19 y la sub-21, finalmente debutó con la selección de fútbol de Croacia el 27 de mayo de 2017. Lo hizo en un partido amistoso contra México que finalizó con un resultado de 1-2 a favor del combinado croata tras el gol de Chicharito para México, y de Duje Čop y Fran Tudor para Croacia.

### Participaciones en Copas del Mundo
| Mundial      | Sede  | Resultado     | Partidos | Goles |
| ------------ | ----- | ------------- | -------- | ----- |
| Mundial 2022 | Catar | Tercer puesto | 7        | 1     |

### Participaciones en Eurocopas
| Copa          | Sede     | Resultado    | Partidos | Goles |
| ------------- | -------- | ------------ | -------- | ----- |
| Eurocopa 2024 | Alemania | Primera fase | 3        | 0     |

## Clubes
| Club                   | País     | Año       | Partidos | Goles |
| ---------------------- | -------- | --------- | -------- | ----- |
| N. K. Lokomotiva       | Croacia  | 2016-2018 | 28       | 4     |
| G. N. K. Dinamo Zagreb | Croacia  | 2018-2021 | 100      | 19    |
| Stade Rennais F. C.    | Francia  | 2021-2023 | 79       | 9     |
| VfL Wolfsburgo         | Alemania | 2023-     | 45       | 7     |

## Palmarés

### Campeonatos nacionales
| Título                  | Club                   | País    | Año  |
| ----------------------- | ---------------------- | ------- | ---- |
| Primera Liga de Croacia | G. N. K. Dinamo Zagreb | Croacia | 2019 |
| Supercopa de Croacia    | G. N. K. Dinamo Zagreb | Croacia | 2019 |
| Primera Liga de Croacia | G. N. K. Dinamo Zagreb | Croacia | 2020 |
| Primera Liga de Croacia | G. N. K. Dinamo Zagreb | Croacia | 2021 |
| Copa de Croacia         | G. N. K. Dinamo Zagreb | Croacia | 2021 |